# Moira Orfei

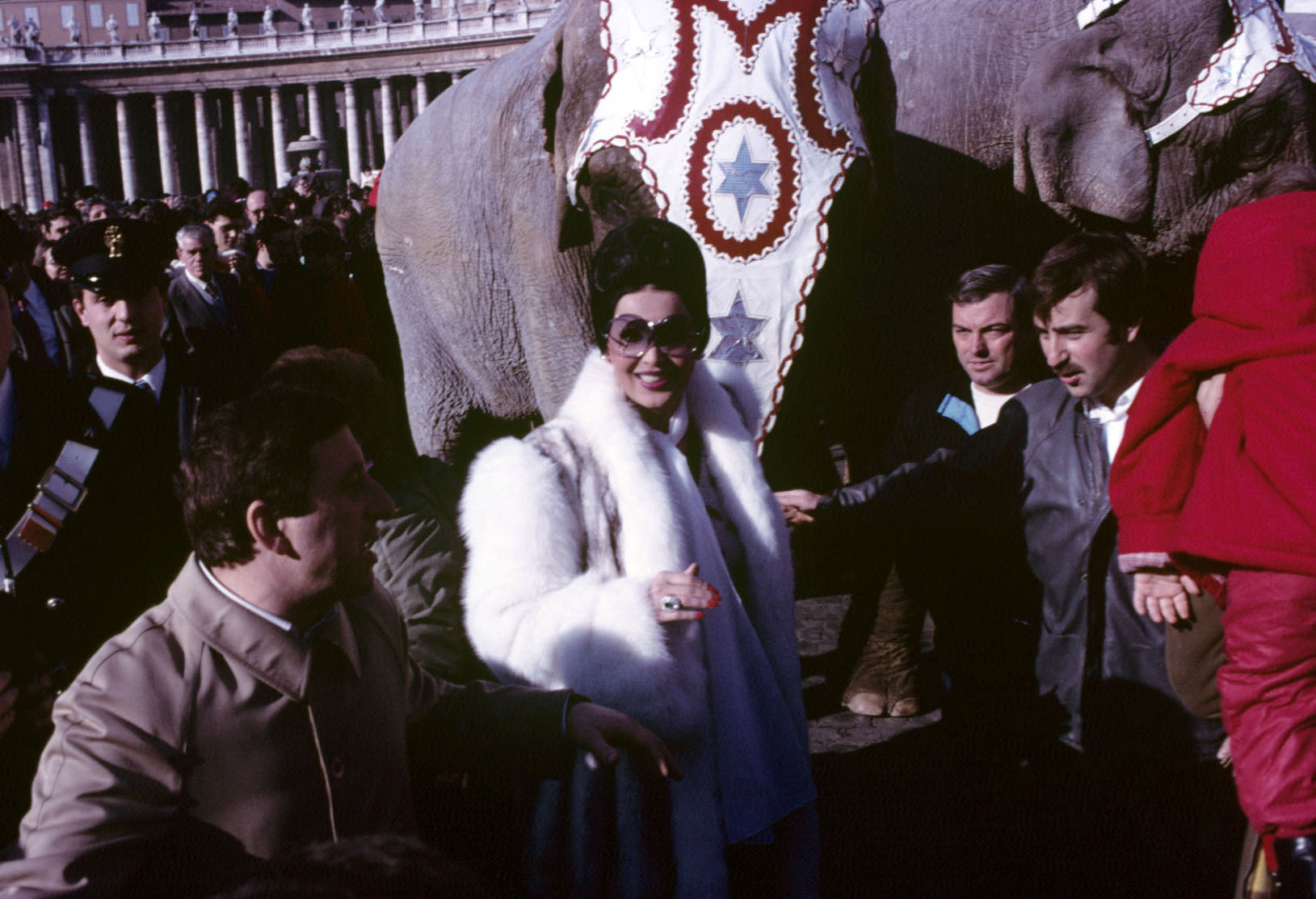
Moira Orfei mit Zirkustieren im Vatikan (1986)

Moira Orfei (eigentlich Miranda Orfei; * 21. Dezember 1931 in Codroipo; † 15. November 2015 in Brescia) war eine italienische Zirkusleiterin, -artistin und Schauspielerin.

## Leben
Orfei wurde im Wohnwagen ihrer Eltern, zweier Zirkuskünstler, geboren. Ihre Familie gehört der ethnischen Minderheit der italienischen Sinti an. Wie ihre Cousine Liana wurde auch sie von Kindesbeinen an in zahlreichen artistischen Künsten unterrichtet und trat regelmäßig in der Manege auf. Ganz in Weiß gekleidet, war sie Mittelpunkt der 1954 von dem italienischen Fotografen Mario De Biasi in Mailand angefertigten Fotoserie „Gli italiani si voltano“. 1960 begann sie eine Karriere als Schauspielerin, die sie in rund vierzig meist abenteuerlichen, oft nach mythologischen Stoffen gefertigten Kommerzfilmen, aber auch in Komödien und Western zeigte, die zur Blütezeit des italienischen Genrekinos entstanden.
1961 heiratete Orfei den akrobatischen Tänzer Walter Nones, mit dem sie im Jahr darauf neben den österreichischen Geschwistern Swoboda einen eigenen Zirkus gründete und bald darauf den eigenen „Circo Moira Orfei“ kreierte, der bald durch Qualität und die aufwändigen Produktionen bekannt wurde. So waren Orfei und Nones die ersten, die – 1969 – den „Zirkus auf Eis“ mit Manege und Eisfläche schufen und auch große Showstars beschäftigten. 1976 trennten sich die beiden Geschäftszweige in den traditionellen Zirkus und die kombinierte Form. Orfei wurde als Artistin vor allem durch Elefantendressur bekannt.
Bis weit ins 21. Jahrhundert hinein für ihre Tourneen oftmals nur mit ihrem Gesicht werbend, war Orfei bis ins hohe Alter mit ihrem Zirkus unterwegs. Sie galt aufgrund ihrer Präsenz und optischen Präsentation als „Ikone des Kitsches“.
2006 entstand die Dokumentation Amore e fiori über die Künstlerin.

## Filmografie (Auswahl)
- 1960: Die Liebesnächte des Herkules (Gli amori di Ercole)
- 1960: Unter zehn Flaggen (Sotto dieci bandiere)
- 1960: Ursus – Rächer der Sklaven (Ursus)
- 1960: Venus der Piraten (La Venere dei pirati)
- 1961: Drakut, der Rächer (Drakut il vendicatore)
- 1961: Maciste und die Königin der Nacht (Maciste l’uomo più forte del mondo)
- 1961: Sie pokern mit Pistolen (Armas contra la ley)
- 1962: Fallen für Fra Diavolo (I tromboni ddi Frà Diavolo)
- 1962: Der Sohn des Scheichs (Il filgio dello sceicco)
- 1962: Ursus im Tal der Löwen (Ursus nella valle dei leoni)
- 1963: Die Sklavinnen von Damaskus (L’eroe di Babilonia)
- 1963: Zorro gegen Maciste – Kampf der Unbesiegbaren (Zorro contro Maciste)
- 1964: Der Aufstand der Prätorianer (La rivolta dei pretoriani)
- 1964: Der Herr der gelben Hölle (I predoni della steppa)
- 1964: Kaiser der Gladiatoren (I due gladiatori)
- 1964: Der stärkste Mann der Welt (Il trionfo di Ercole)
- 1964: Die Stunde der harten Männer (Ercole, Sansone Maciste e Ursus gli invincibili)
- 1965: Casanova ’70
- 1965: Herr Major, zwei Flaschen melden sich zur Stelle (I due sergenti del generale Custer)
- 1965: Die letzten Tage des sündigen Rom (L’incendio di Roma)
- 1966: Aber, aber, meine Herren… (Signore & signori)
- 1966: Im Nest der gelben Viper (F.B.I. operazione vipera gialla)
- 1974: Der Duft der Frauen (Profumo di donna)
- 1990: Vacanze di Natale 90
- 2000: Kino kolossal – Herkules, Maciste & Co. (Dokumentarfilm)
- 2003: Natale in India